# Granica polsko-rumuńska
Granica polsko-rumuńska − istniejąca w okresie międzywojennym granica państwowa o długości 338 km pomiędzy II Rzeczpospolitą i Królestwem Rumunii.

## Kształtowanie się granicy
Rumuńska armia zajęła dawny habsburski kraj koronny Bukowinę oraz południowo-wschodnią część Galicji, ograniczoną linią łączącą rzeki Dniestr i Cisa, do końca maja 1919 roku (zob. Okupacja Pokucia przez Rumunię). Bukowina była zamieszkana przez Rumunów i Ukraińców, natomiast południowo-wschodnia Galicja była ukraińskojęzyczna, z wyjątkiem polskiego osadnictwa w miastach. Wojska polskie opanowały natomiast pozostałe terytorium Galicji Wschodniej ze Stanisławowem włącznie do połowy lipca 1919. W ramach regulowania granicy w sierpniu 1919 Rumuni przekazali Polsce kontrolowane przez siebie terytoria galicyjskie. Granica pomiędzy obu państwami miała przebieg taki jak przedwojenna granica między krajami koronnymi Przedlitawii – Galicją i Bukowiną.

## Przebieg granicy

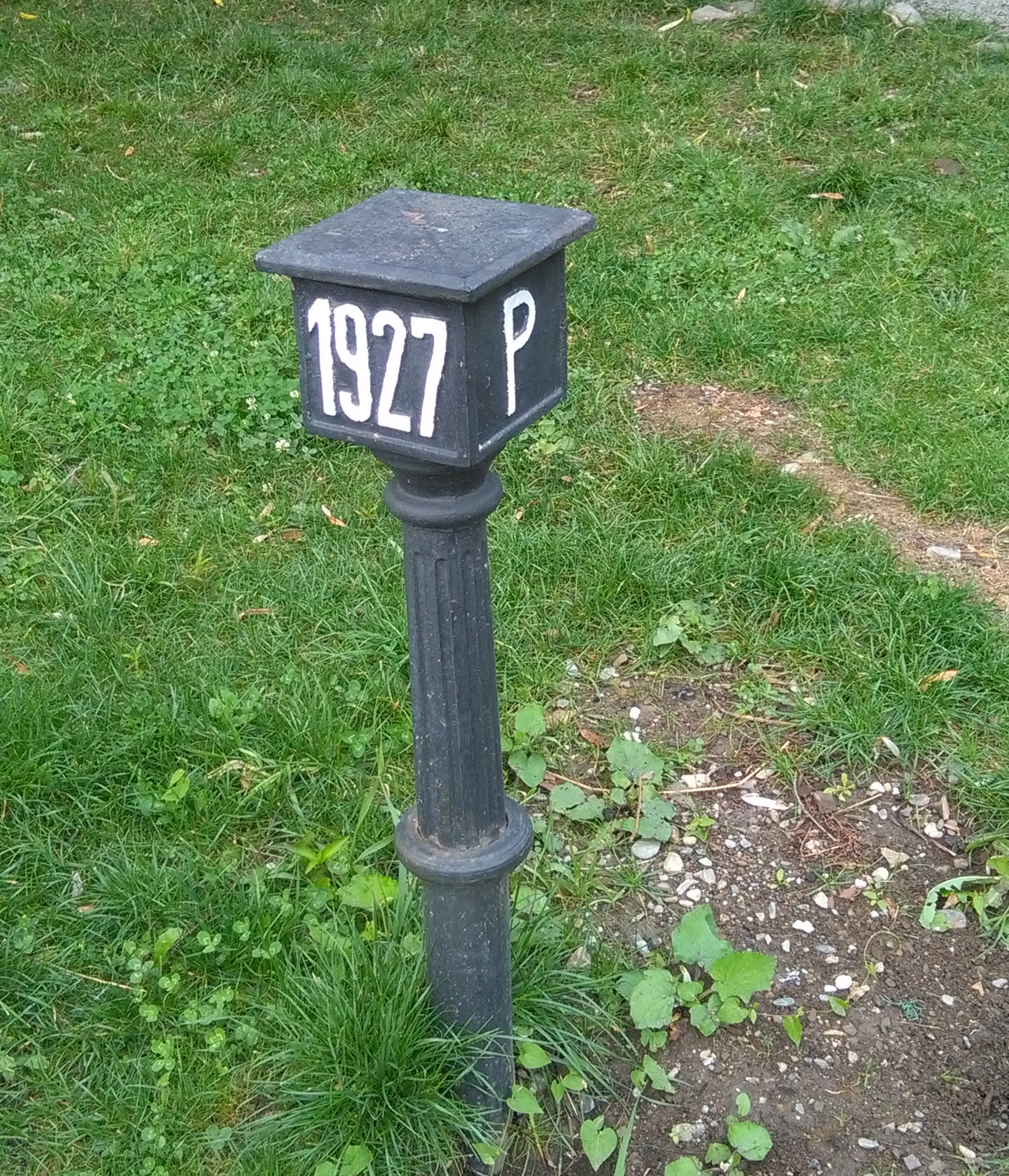
Słupek graniczny ze szczytu Łostuń w Górach Marmaroskich, obecnie na terenie stacji kolejowej w Vișeu de Sus

Granica polsko-rumuńska rozpoczynała się od trójstyku polsko-czechosłowacko-rumuńskiego, położonego na szczycie Stogu (1653 m n.p.m.) w Karpatach Marmaroskich. Dalej podążała na wschód grzbietem tego masywu aż do położonego na Przełęczy Banulskiej źródła potoku Munczelus (Menczył). Od tego miejsca granica skręcała na północ i biegła wzdłuż Munczelusu, następnie Perkałabu, Białego Czeremoszu i Czeremoszu aż dochodziła do jego ujścia do Prutu. Potem wędrowała na północ, wprost do Dniestru. Trójstyk polsko-rumuńsko-radziecki, będący ostatnim punktem granicy polsko-rumuńskiej, znajdował się u ujścia Zbruczu do Dniestru. Dokładnie opisana w Końcowym Protokole Delimitacyjnym między Polską a Rumunią podpisanym 17 maja 1935 roku.
Wyznaczenie granicy z Rumunią przeciągnęło się do lat trzydziestych. Było trudne ze względu na pretensje Rumunów do południowej, górskiej części Pokucia. Polacy odrzucili pomysł wymiany terytorium Bukowiny za południowe Pokucie, m.in. z powodu odkrytych złóż mineralnych Gór Czywczyńskich.
Granicę wyznaczały żeliwne słupy graniczne – mniejsze, zwieńczone sześcianem z literami P i R, oraz większe, z godłami na tabliczkach ponad sześcianami. Granica państwowa przebiegała wzdłuż południowych granic województwa stanisławowskiego i województwa tarnopolskiego.

## Przejścia graniczne

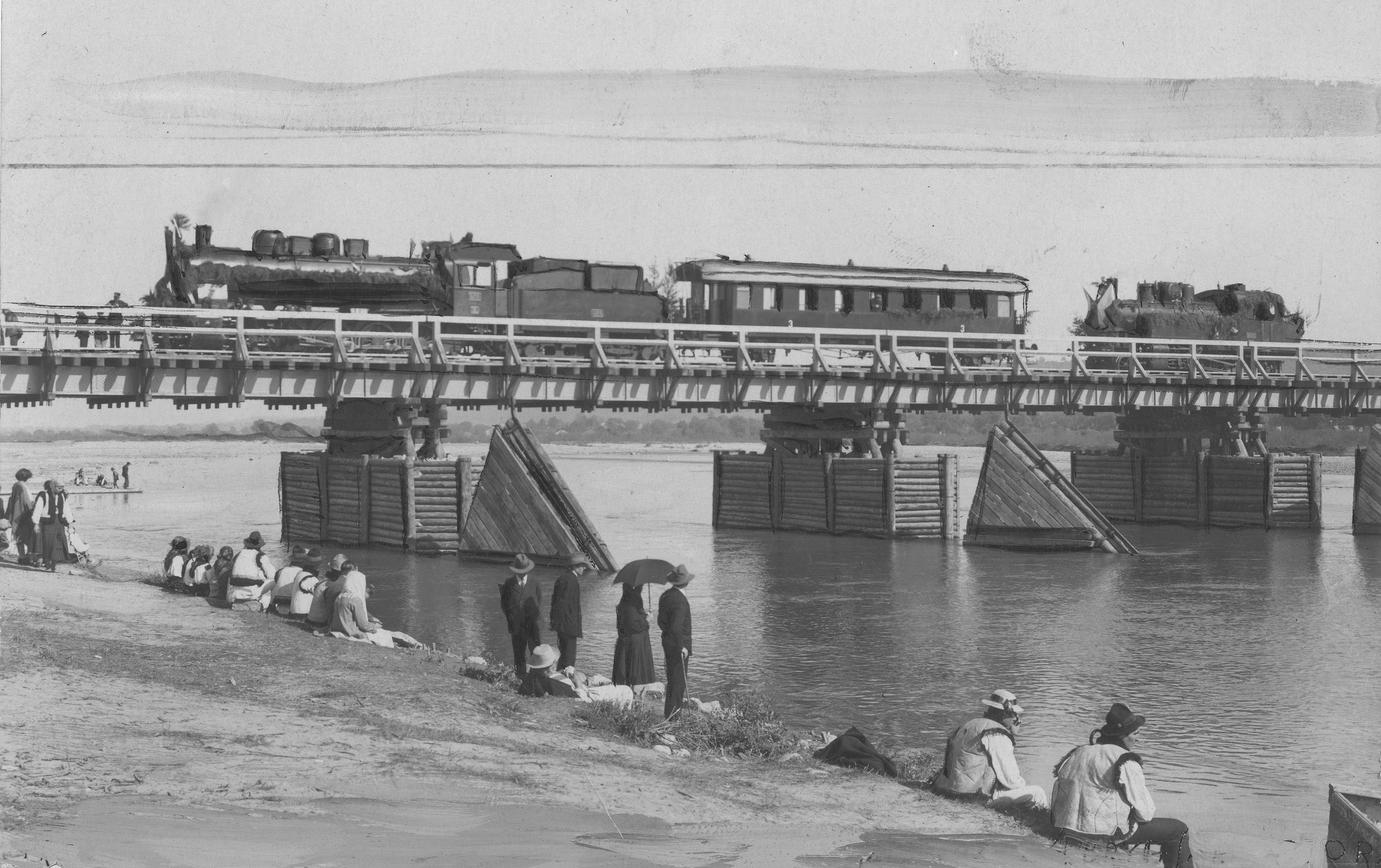
Granica polsko-rumuńska na rzece Czeremosz koło Kut, 1930

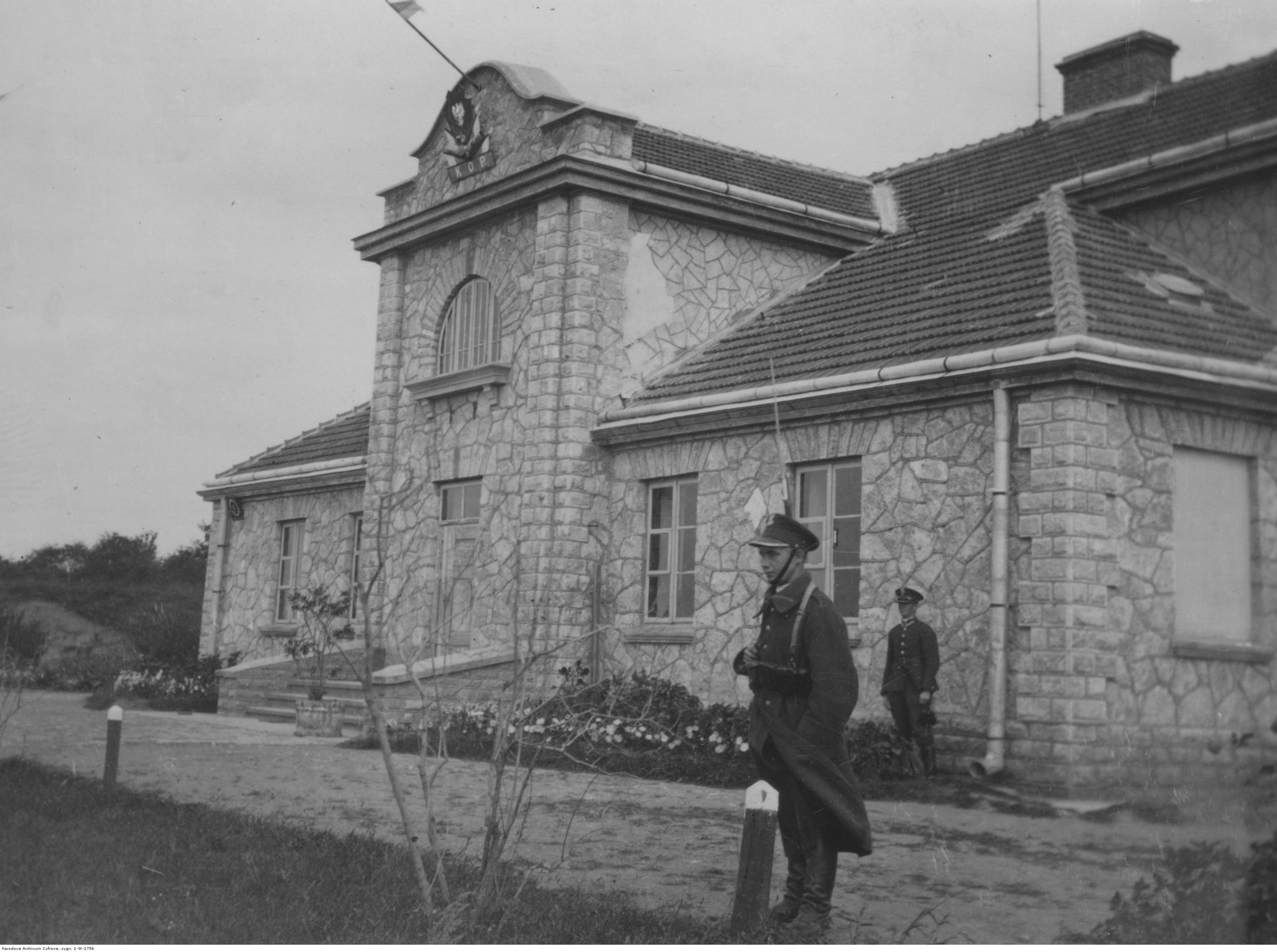
Strażnica Korpusu Ochrony Pogranicza na granicy

W okresie międzywojennym na granicy funkcjonowało kilka przejść granicznych, z których najważniejsze znajdowały się na Dniestrze w Zaleszczykach oraz w dolinie Prutu za Śniatynem. Szczególnie to pierwsze odegrało bardzo dużą rolę we wrześniu 1939 roku – wtedy to oddziały polskie przechodziły zaleszczycki most w nadziei kontynuowania walki z Niemcami i Sowietami przy boku zachodnich sojuszników – Francji i Anglii. Nadzieje te okazały się złudne, gdyż żołnierze zostali internowani i przewiezieni do obozów w Dobrudży.
Konwencja z 7 grudnia 1929 roku pomiędzy Polską i Rumunią ustaliła następujące przejścia graniczne:

### Przejścia z urzędami celnymi
- Kozaczówka – Prigorodoc
- Zaleszczyki – Crișciatec
- Jasienów Polny – Babin (w budowie)
- Śniatyn-Załucze – St. Grigore-Ghica-Vodă (kolejowe)
- Kułaczyn – Orășeni (w budowie)
- Załucze – Vășcăuți (filia urzędu celnego Śniatyn-Załucze)
- Kuty – Vijnița

### Przejścia bez urzędów celnych
- Uście Biskupie – Sămușeni
- Gródek – Vasilău și Culeuți
- Jabłonica – Iablonița